# Château-Thébaud
Château-Thébaud (en galó Chastèu-Tebaud) es una población y comuna francesa, situada en la región de Países del Loira, departamento de Loira Atlántico, en el distrito de Nantes y cantón de Vertou-Vignoble.

## Demografía
| 1461 | 1377 | 1573 | 2144 | 2357 | 2484 |
| Para los censos de 1962 a 1999 la población legal corresponde a la población sin duplicidades (Fuente: INSEE [Consultar]) |      |      |      |      |      |